# پینیاتا

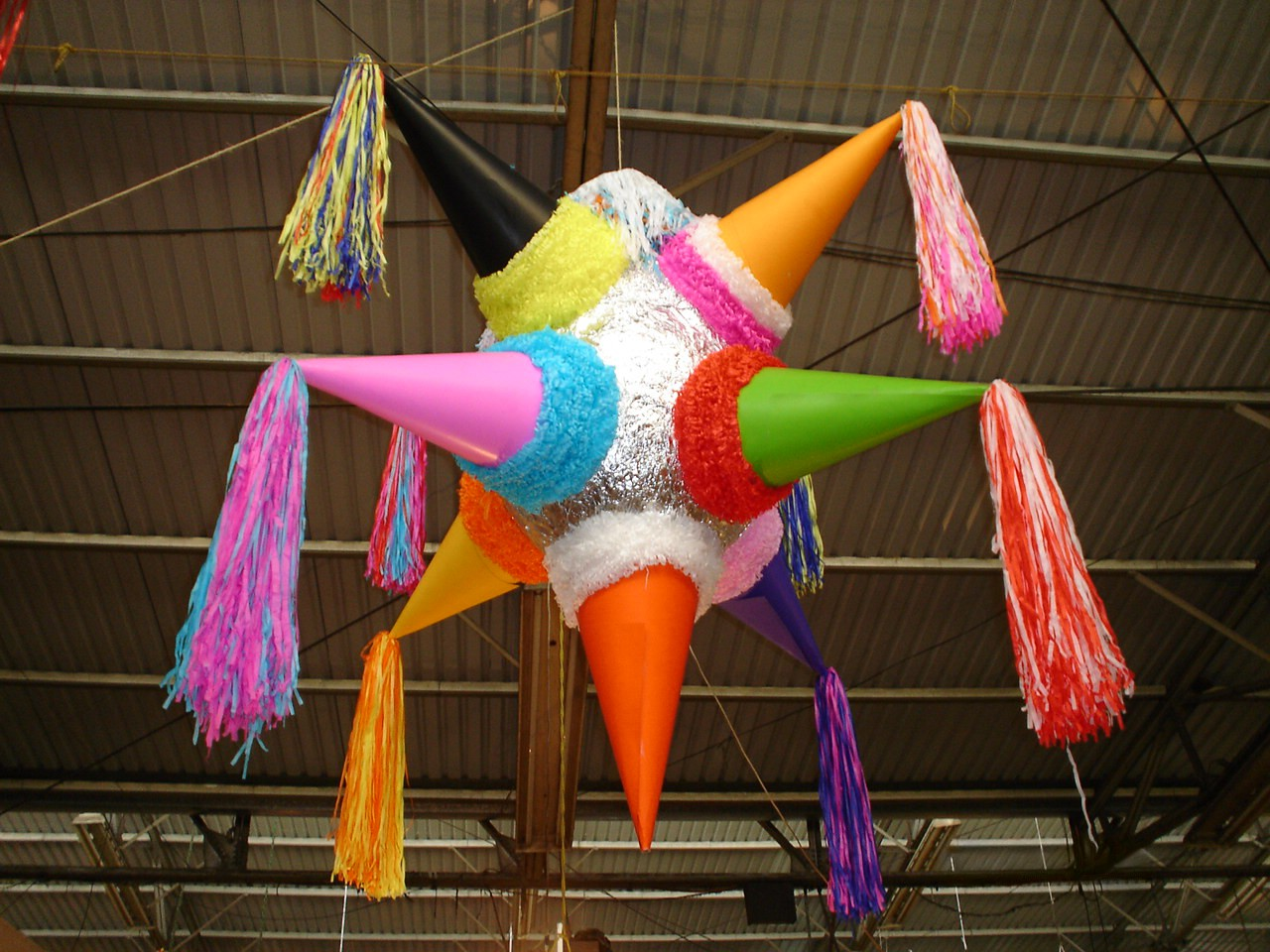
یک پینیاتای آویزان از سقف به شکل ستاره

پینیاتا (به اسپانیایی: Piñata) نام نوعی جعبه یا محفظه‌است که در جشن‌های اسپانیایی‌زبان‌ها در آمریکای لاتین، مکزیک و در ایالات متحده آمریکا استفاده می‌شود.
معمولاً، پینیاتا متشکل از یک محفظه مقوایی رنگارنگ است که به شکلهای مختلفی ساخته می‌گردد، و محتوای شکلات و شیرینی جاسازی شدهٔ فراوانی است.
پینیاتا را از سقف آویزان کرده و کودکان با چوب به آن می‌زنند تا اینکه جعبه شکافته گردیده و شکلات و نقل و نبات از آن فرو می‌ریزد و موجب شادی و پایکوبی کودکان می‌گردد.

## پیوند به بیرون

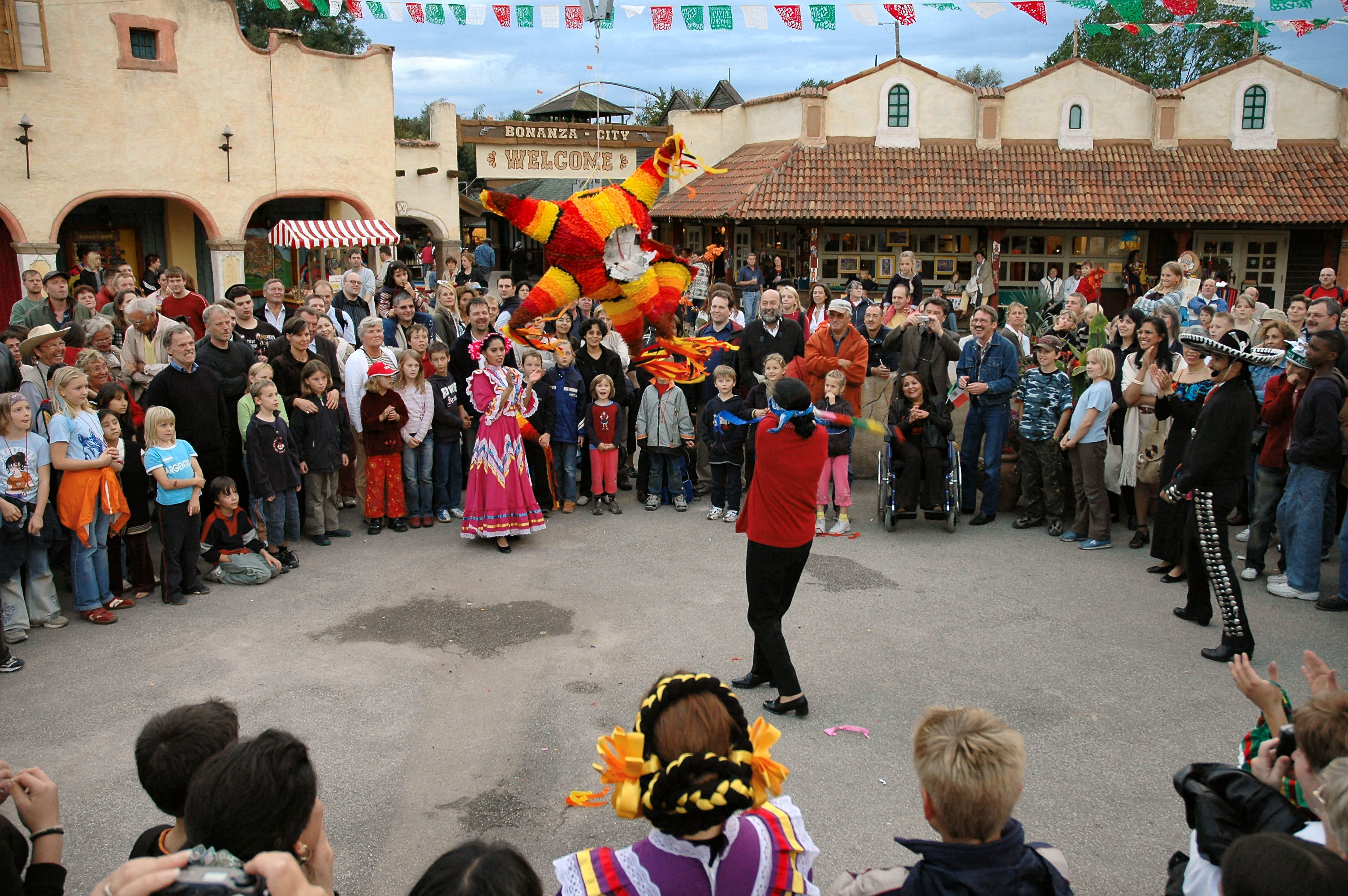